# 南方澳南天宮
24°34′55″N 121°51′54″E / 24.581854°N 121.864899°E
南方澳南天宮，是位於臺灣宜蘭縣蘇澳鎮南方澳南正里的媽祖廟，在1987年走私神像事件與1989年海峽兩岸宗教直航事件而聲名大噪。

## 歷史沿革

### 建立

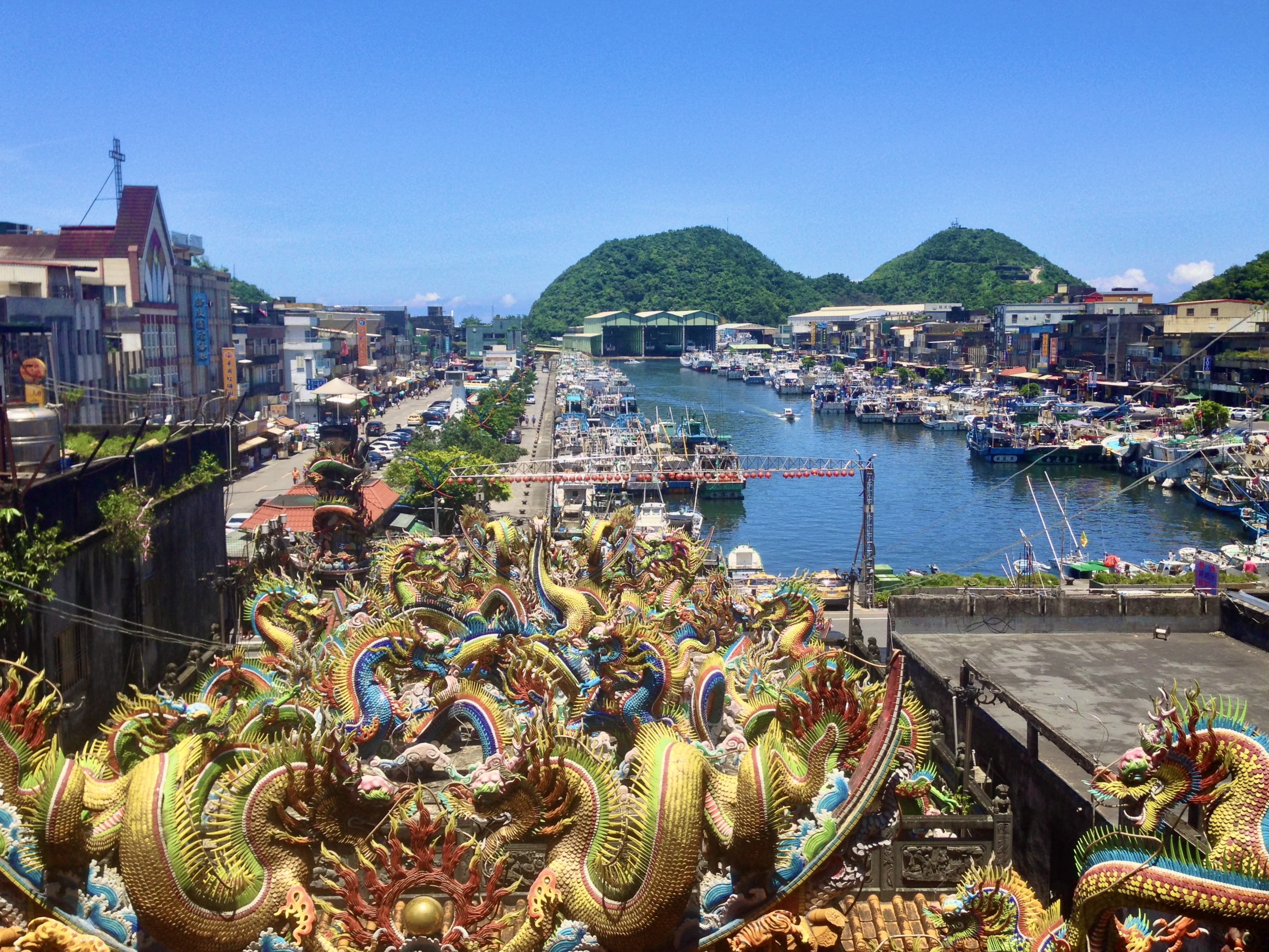
廟前南方澳漁港景觀

1950年臘月，鄉紳簡阿祥發起媽祖廟籌建事宜，設立創建委員會，用以感謝媽祖庇佑1946年3月23日南方澳漁民在海上幸免於難。原意到北港朝天宮分香，後決定自行請神，神像木材是南方澳附近山上的樟木。1952年桐月，大殿完成。
昔日利澤簡永安宮的繞境範圍曾遠及南方澳，直到南方澳建媽祖廟才結束。1954年新聞報導在農曆三月二十三日媽祖生，南方澳剛好適是漁忙之暇，整日演戲酬神、大開流水席，公路局公車還會加班，接送乘客。愛國獎券發行，若干彩迷會將獎券號碼壓在神像底下暗中拜求，但疑似因此媽祖像頭頸曾被未中獎的彩迷砍得幾乎裂斷。1956年11月18日全廟落成。廟址為蘇澳鎮江夏路17號。

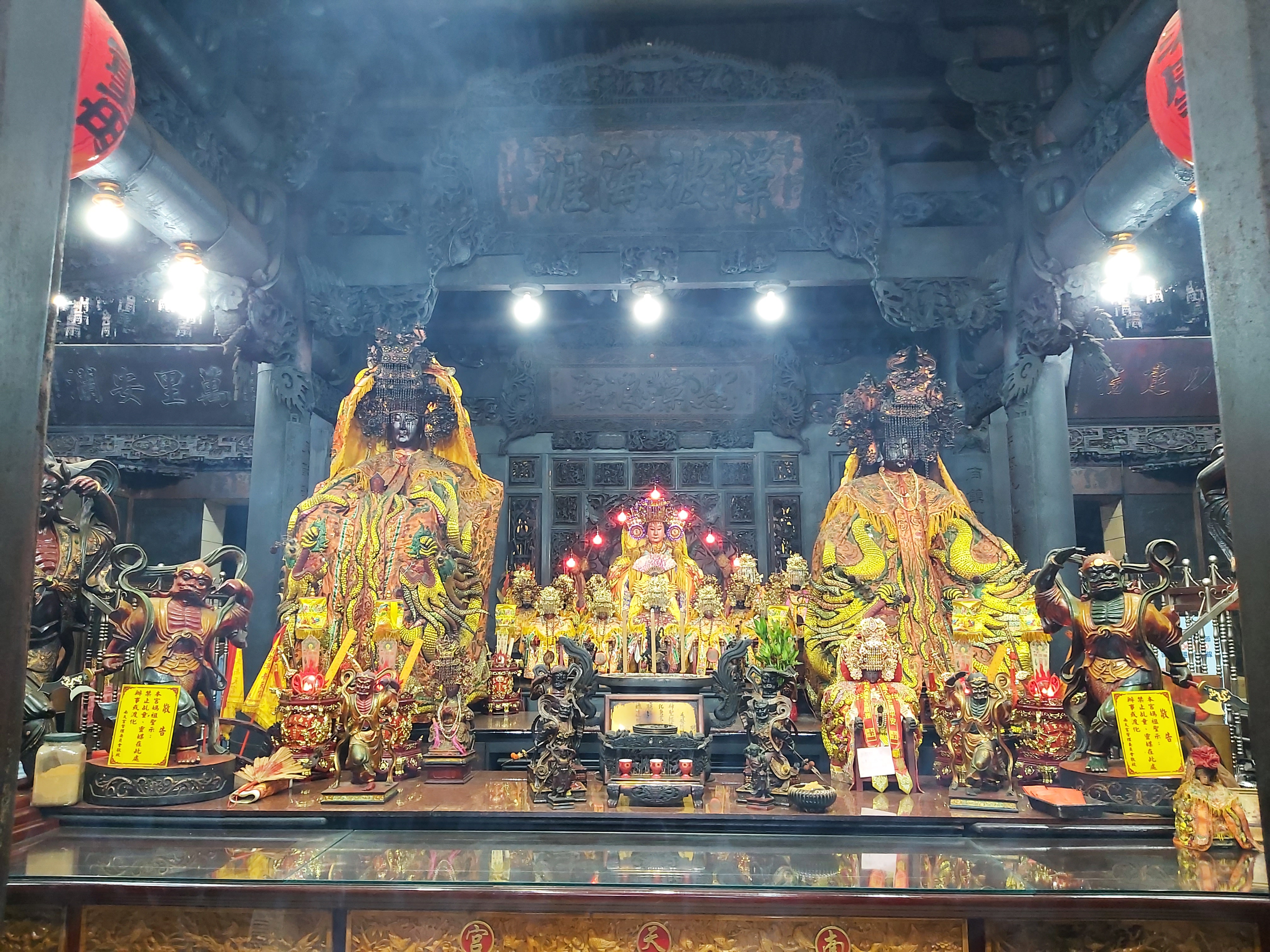
正殿

後殿於1990年開始建造，分三層卻有五層樓的高度，格局仿泉州媽祖廟，最上層供奉金媽祖，全部的神像、木雕石雕都來自中國大陸，分別由漳州、泉州和惠安名師雕刻。1994年12月29日舉行落成兼金媽祖模型安座典禮。

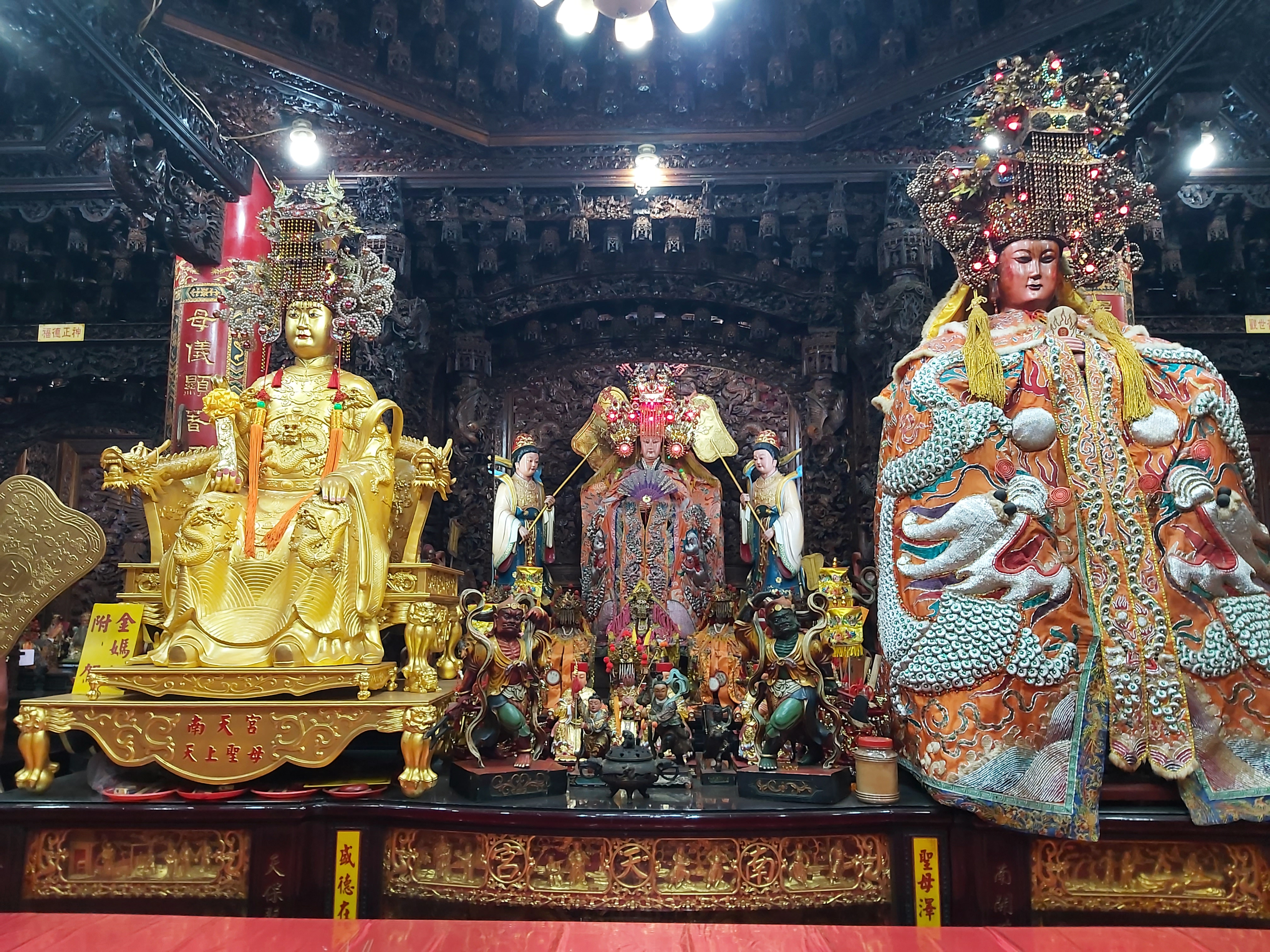
後殿一樓神像

### 進豐三號事件
1987年8月29日，警方在南方澳漁港查獲宜蘭縣頭城籍進豐三號漁船，涉嫌在海上與中國大陸漁船以物易物，換得價值新台幣一百餘萬元的酒和藥品，藏在船上密倉。船長簡東煙逃離，投案後供稱，因中國大陸漁民強行將他的魚貨劫走，然後又將酒、藥品搬到他船上；船員陳添才、連文輝則供稱，26日下午16時許，在彭佳嶼東北方海面作業時，有中國大陸漁民開船前來，和船長簡東煙商談後，就將進豐三號價值新台幣約十萬元的魚貨換成數十箱酒和藥品，由簡東煙一人自己搬進密倉。

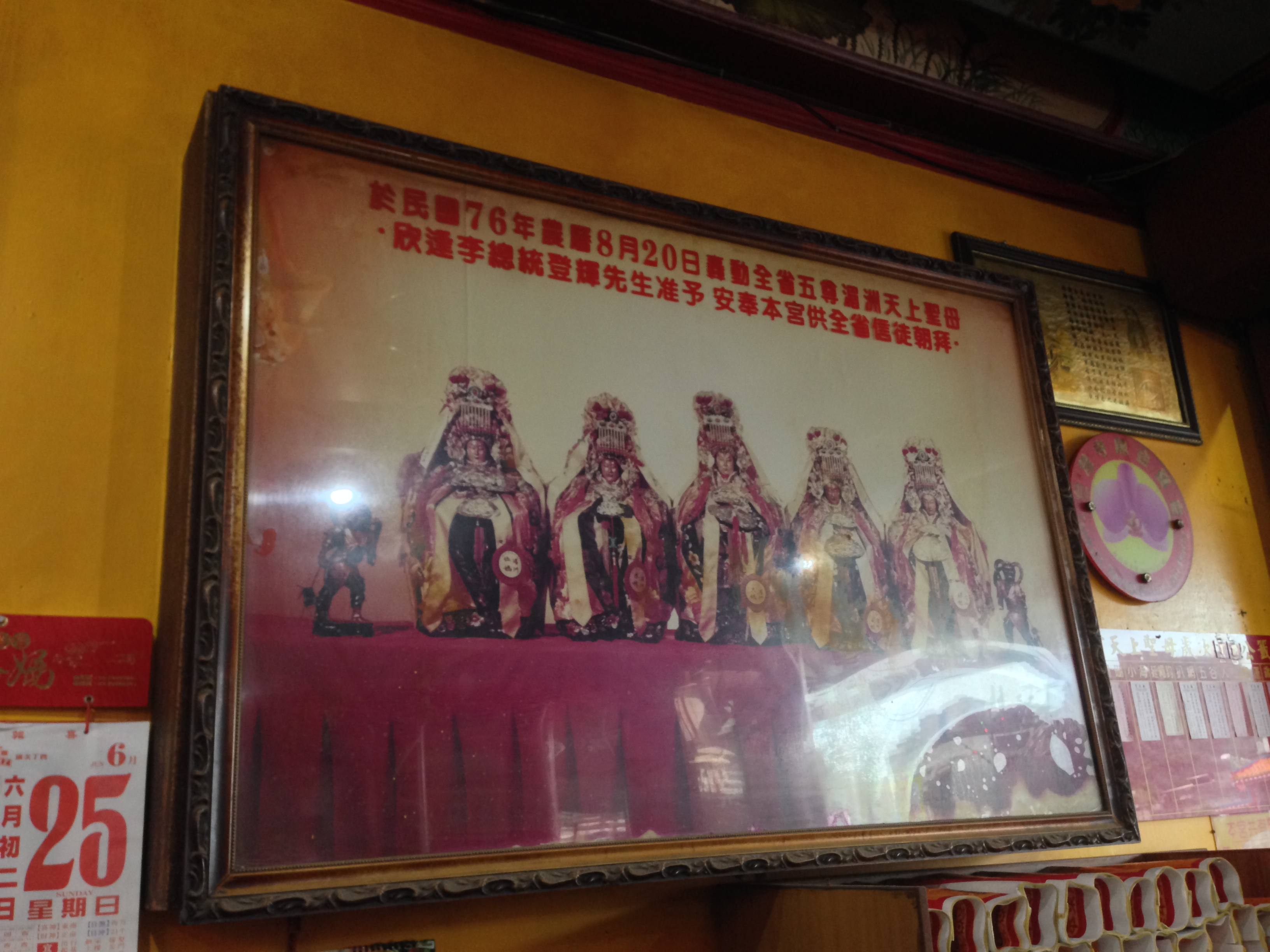
五尊湄洲媽祖照

進豐三號還走私了五尊湄洲天后宮媽祖神像、兩尊觀音菩薩像及一尊關聖帝君像，按照當時《私貨處理要點》需一律焚毀。當年剛好被視為媽祖昇天一千週年，信眾認為船中的神像有神蹟，想要保留。於是，南天宮委員林源吉等漁民到立法院陳情，並透過國大代表楊吉雄向時任副總統的李登輝求助，李登輝協助之下，神像遂得保存。頭城鎮民眾原先認為五尊媽祖由頭城籍漁船載回，應交還給頭城廟宇，但因南天宮有功，頭城即不再堅持。當年農曆八月廿日，神像安座在南天宮正殿內。經新聞一再報導，來自全台信眾，爭相前來一睹，使南天宮的香火日益鼎盛。

### 直航進香事件

#### 事前

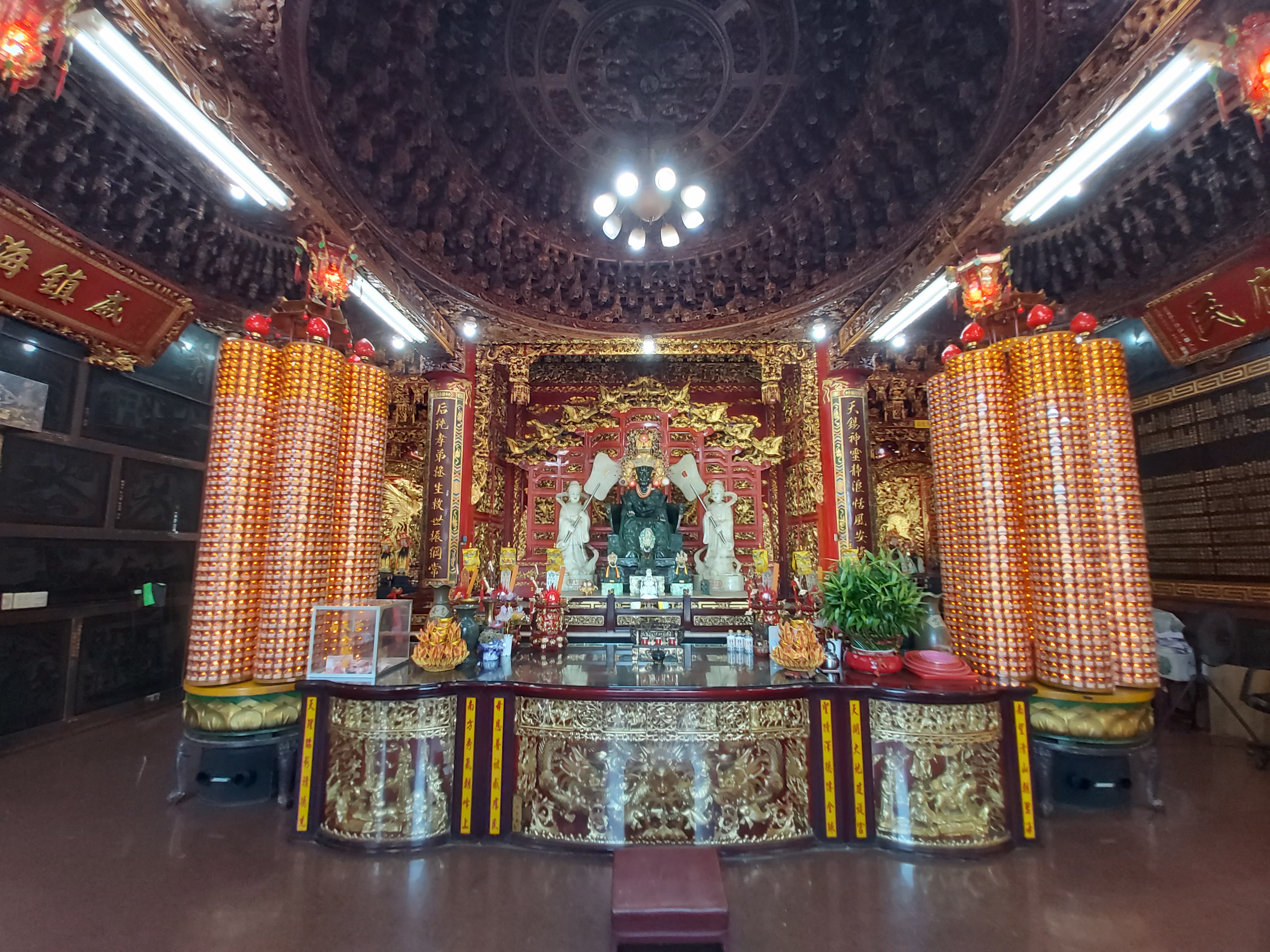
二樓玉媽祖殿

台灣廟宇依分靈關係論輩份，若直接自祖廟分靈或迎回神像供奉，信徒認為祖廟的神靈較靈驗，廟方地位立即獲得提升。中華民國政府對中國大陸政策逐漸開放後，台灣各廟宇紛紛組團前往中國大陸進香。
1989年，政府已開放兩岸探親一段時間，廟方副主任委員潘金宗表示依民間習俗，女兒出嫁至少三年需歸寧一次，所以之前收留的五尊湄洲媽祖也應該回湄洲媽祖祖廟探親，正積極籌劃神像返鄉事宜。該年4月1日南方澳進安宮率先開船前往媽祖祖廟進香。

#### 過程

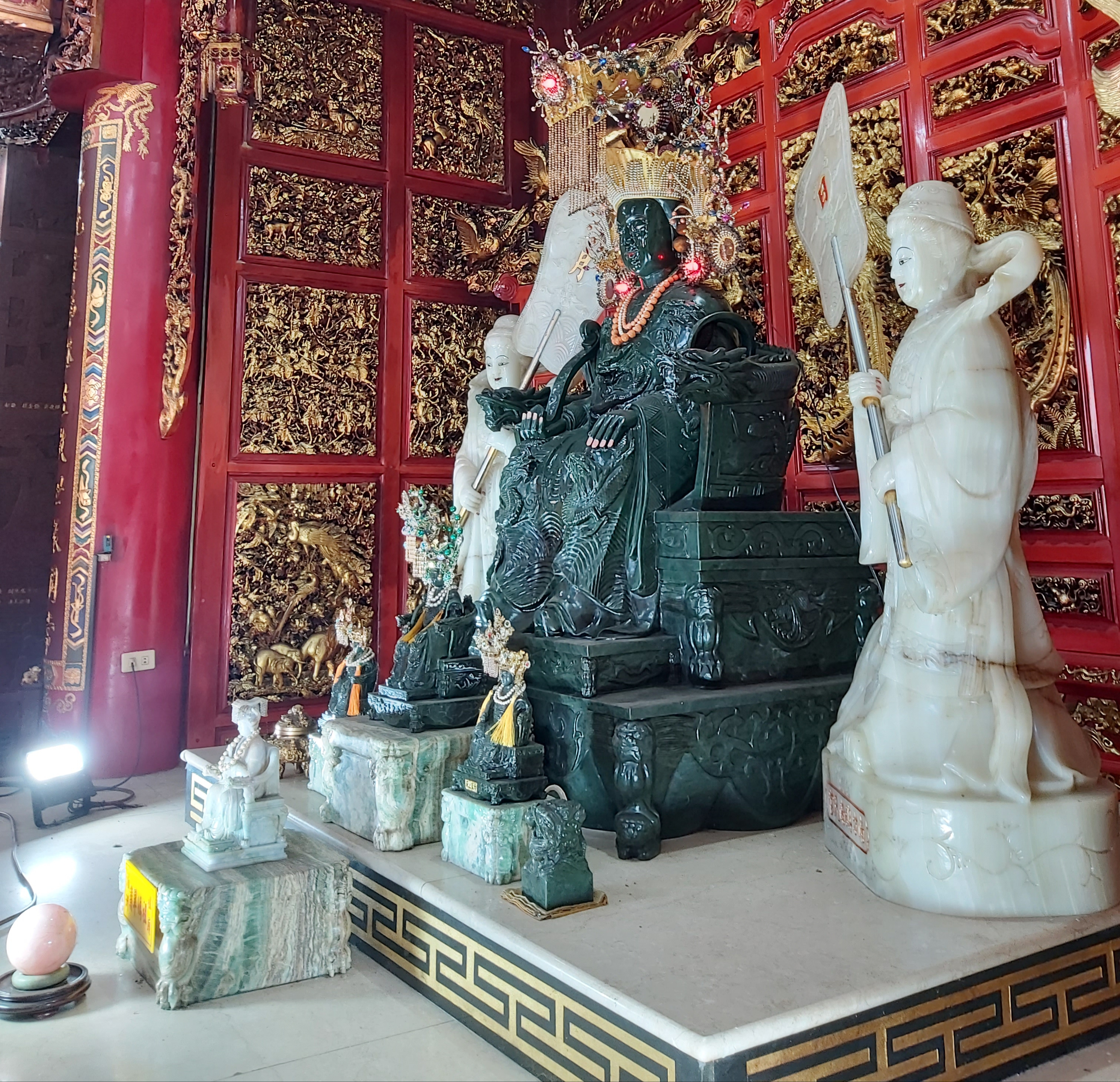
玉媽祖聖像

同年5月6日清晨，南天宮廟方啟航，一百廿位信徒從中正機場經香港轉往目的地。另一方面，上午七時，潘秋長在西喜二二六號漁船運送五尊湄洲媽祖神像，並有十八艘插滿黃色旌旗的船隊一同前往，南方澳漁港護送的漁船更高達百餘艘，浩浩蕩蕩駛離港區。軍警則出動巡邏快艇監看。
該日一早，宜蘭縣警察局長余玉堂被緊急召回警政署，參加臨時會議，針對有多艘蘇澳漁船集體假借捕魚名義，實為直航湄洲島，將予在彭佳嶼半途攔截勸阻。當時宜蘭縣議員陳正信、伍榮茂也以漁民身分隨船進香。
內政部境管局官員發言，雖然違反現行政策，但《國安法》並無明確的處分規定，因此其雖假借近海捕魚名義赴陸進香，仍難以依法處罰；宜蘭地檢處首席檢察官吳英昭認為，漁民假意申請到彭佳嶼捕魚或繞境，有使公務員登載不實情事，違反《國安法》，也涉嫌偽造文書；警政署安檢組組長項士珍答覆，宜蘭縣警方當初接到申請手續是赴彭佳嶼捕魚，一切手續均合法，警方才予放行，會深入調查有無從事與申請目的不符之行為；國防部軍事發言人室報告，截至同年5月6日晚為止，尚未接獲有關方面要求勸阻。
5月7日一早，十九艘台灣漁船、二百廿四名漁民抵達莆田市文甲碼頭，由於水淺無法入港，由運輸船接駁上岸，上午九時抵達莆田市，再趕到泉州與搭飛機的信徒會合，一同到湄洲媽祖廟進香。乘漁船直航到莆田市的台灣漁民，均獲當局放行。為台灣漁船首次大規模直航到中國大陸。
廟方與信徒從湄洲祖廟帶回百餘尊大小媽祖像，其中一尊高達一百九十八公分、寬六十九公分的媽祖像，更傳出是湄洲媽祖廟的鎮殿媽。南天宮經莆田湄洲媽祖廟董事會聘為台灣連絡處。

#### 事後

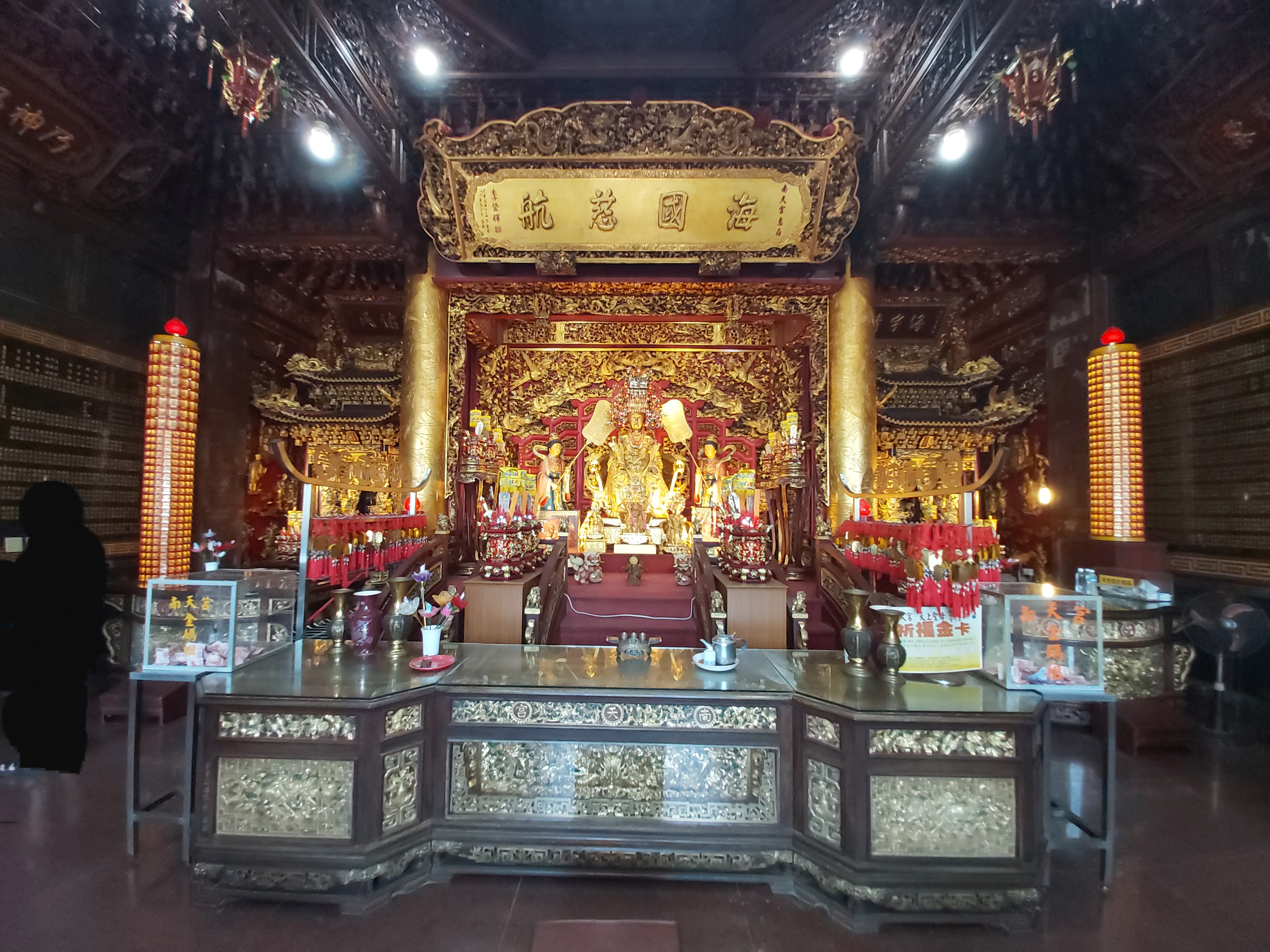
三樓金媽祖殿

此次南方澳漁民從湄洲祖廟帶回媽祖神像，引起不小話題，也衍生三大問題：政府各單位處理直航的心態？迎接回來供奉的媽祖神像應視為古物或「匪貨」？具有雙重身份的民代赴中國大陸，應如何界定？有關單位人士紛紛陳述看法。一名不願透露姓名的船隊漁民還認為湄洲是島嶼，所以不是中國大陸。
對於第一個問題：蘇澳分局長黃文郁解釋警方依法通關；宜蘭地檢處首席檢查官吳英昭表達目前仍待偵查，要依法處理；警政署副署長黃其昆表示仍在蒐證及了解中，會在法律與民情風俗間做一全盤考量；內政部民政司尊重宗教自由，只要沒有違背法律及善良風俗，不予干涉，至於是否違法不予置評。至於國防部發言人室、交通部航政司、農委會漁業處，則分別以漁船出海安檢是警政單位管理、只管船舶不管行為、非捕魚的漁民並不受《漁業法》限制來澄清不屬管轄範圍。
對於第二個問題：蘇澳分局長黃文郁回應神像須視上級裁示決定；境管局副局長劉蓬春回覆神像應由財政部海關來認定是否沒收；教育部官員回答媽祖神像若屬於古物，目前並無法令加以限制。
對於第三個問題：宜蘭縣議會議長羅國雄反應，陳正信和伍榮茂並非以公職身分前往，政府不應依《國安法》規定予以限制出境兩年處分。
南天宮主委林源吉則抗辯原本想到彭佳嶼捕魚，途中因新建益號漁船拋錨，經敬詢媽祖指示，才轉往湄洲媽祖本廟，並以漁民證上岸。事後，林源吉及各漁船船長，因違反《國安法》中的兩岸不得直航規定，分別遭處以四個月到兩個月不等的徒刑。因此引發聲援民眾乘遊覽車到立法院及國民黨中央黨部請願，希望能獲得特赦，獲得宜蘭籍立委林聰明、陳定南、宜蘭籍國大代表楊吉雄、省議員盧逸峰、劉守成及蘇澳鎮籍縣議員支持。
2005年9月初，南天宮又百餘人分乘廿一艘漁船從蘇澳出海前往馬祖島，再直航到湄州媽祖廟。2008年7月30日，宜蘭地檢署偵結，不採信廟方有颱風及漁船臨時故障的說法。船隊總指揮李炳春和廿名漁船長，被依違反《臺灣地區與大陸地區人民關係條例》提起公訴。同案被告南天宮主委林源吉，因未實際參與直航，獲不起訴處分；另漁船長潘秋橙因2007年底死亡，也獲不起訴處分。

### 金媽祖

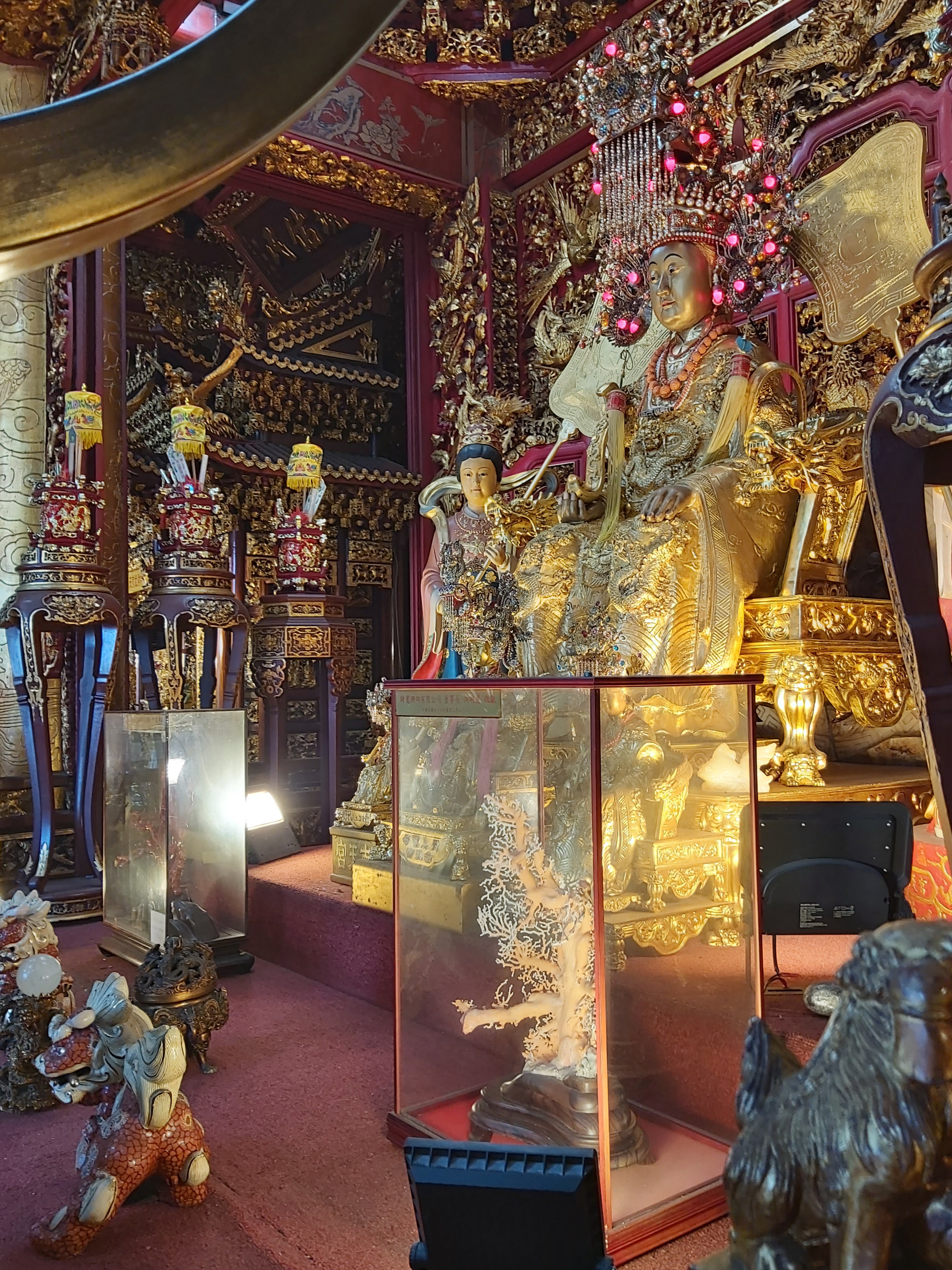
金媽祖聖像

南天宮在宗教直航事件盛名遠播後，想計畫繼續打造約五十公尺高的媽祖像，但廟前方地基太窄，加上蘇澳地區地質不穩定又常有地震，遂放棄。之前1986年間，廟方本來研議於宮前塑起一座高約15層樓的媽祖燈塔。
當時擔任宜蘭縣觀光協會總幹事的廖大慶從泰國帶回曼谷金佛寺照片提供給南天宮參考，獲得委員們共識，放棄燈塔，改用純金來打造金媽祖神像。他們利用1990年南天宮擴建時信眾捐募基金，以8千萬元採購203.8公斤純金，由廿幾名師傅打造6尺3寸高的金媽祖神像。金媽祖於1995年9月10日安座。是台灣最早打造金媽祖的廟宇，卻因沒有重量記錄引來質疑，曾遭人向調查局檢舉不實。繼此廟打造金媽祖之後，五結鄉的四結福德廟也籌資1600餘萬打造單尊金土地公神像。
1996年9月11日上午，民進黨國代陳婉真在國大秘書處舉行保釣記者會，當場請出鍍金媽祖神像，說國家至今無法保護釣魚台主權，只好敦請媽祖保衛領土。她說得到蘇澳南天宮的聲援，將在該月21日請金媽祖出巡釣魚臺，並由漁民發動數百艘漁船護鑾媽祖，每隻船上都有尊媽祖神像，屆時媽祖也會登陸釣魚臺本島。對於提問若海上自衛隊碰撞或阻撓漁船隊而造成媽祖神像落海怎麼辦？南天宮主委林源吉說如果要棄船，一定會先保護媽祖神像。然後又被問若李登輝總統出面勸阻此次行動，林明昌回，李總統應到南天宮向媽祖神明解釋清楚，如何保護漁民在釣魚台海域的捕魚權。
次年，保釣人士李衛華帶新竹長和宮媽祖企圖空降釣魚臺，但飛機起飛不久就迫降回機場。

## 外部連結
- 官方网站
- 南方澳南天宮的Facebook專頁